# Syndocosia pallida
Syndocosia pallida är en tvåvingeart som beskrevs av Loïc Matile 1976. Syndocosia pallida ingår i släktet Syndocosia och familjen svampmyggor.
Artens utbredningsområde är Centralafrikanska republiken. Inga underarter finns listade i Catalogue of Life.